# Agrostis lessoniana
Agrostis lessoniana é uma espécie de gramínea do gênero Agrostis, pertencente à família Poaceae.